# Heidegger y el nazismo

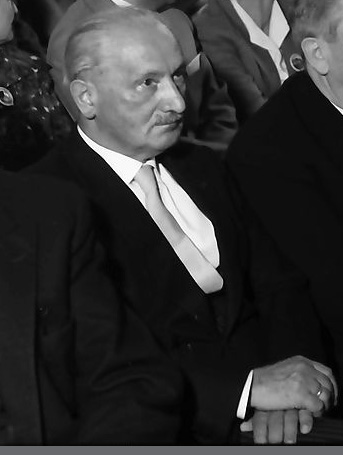
La relación entre Heidegger, su filosofía y el nazismo ha sido objeto de amplios debates.

La adhesión al Partido nazi de Martin Heidegger, filósofo alemán, entre los años 1933 y 1945 ha sido objeto de numerosos debates y polémicas.
Heidegger fue miembro del Partido nazi entre 1933 y 1945, aunque al cabo de apenas unos meses se retiró de toda actividad política. El grado de implicación de Heidegger en el Tercer Reich y la influencia de las teorías nazis en su pensamiento fueron objeto de numerosos debates y polémicas. Estos marcaron la importancia atribuida al pensador alemán dentro de la Filosofía. Por otro lado, entre los especialistas, la relación de Heidegger con el nazismo ha sido un tema de discusión en el cual no existe el consenso.

## El discurso del rectorado
Según algunos, el discurso que pronunció en la toma de posesión del rectorado de la Universidad de Friburgo (1933), así como sus conferencias en los seminarios de la Universidad entre 1933 y 1935, son una clara muestra de su apoyo intelectual inicial al nazismo. La renuncia al rectorado, muy poco después de ocuparlo, no evitó que en 1945 fuera destituido como docente en Friburgo, tras la ocupación de Alemania por los aliados al final de la Segunda Guerra Mundial. El mismo Heidegger se refiere a su rectorado en escritos como los siguientes: El rectorado, 1933–1934. Hechos y reflexiones; «Entrevista del Spiegel: Conversación de Spiegel con M. Heidegger: "Ya sólo un Dios puede salvarnos"». Estos textos han sido recogidos en esta obra: Martin Heidegger: Escritos sobre la universidad alemana, Editorial Tecnos, Madrid, 2ª edición, 1996. Estudio preliminar, traducción y notas de Ramón Rodríguez García.
Solo en el año 1951 se reincorporó, si bien su actividad académica fue ya mucho menos constante. Su primer curso en la Universidad tras su reincorporación —para cuya concreción tuvo que ser nombrado profesor emérito, tal como lo indica Heinrich Wiegand Petzet en Encuentros y diálogos con Martin Heidegger, 1929–1976 (Katz Editores, Buenos Aires, 2007)—, ha sido recogido en el libro ¿Qué significa pensar? —Was heißt denken?—, publicado por la Editorial Trotta de Madrid, en 2006; traducción de Raúl Gabás Pallás (hay una versión previa, publicada por la Editorial Nova de Buenos Aires; segunda edición, 1964; traducción de Haraldo Kahnemann). Aunque recibió de algunos de sus discípulos, como Herbert Marcuse, la sugerencia insistente de que se retractara públicamente de su discurso de 1933, el filósofo desestimó el consejo y nunca quiso dar explicaciones en los términos pedidos por Marcuse. Sin embargo, la relación entre ambos culmina de una manera especial, según relata Franco Volpi: 

In uno dei suoi ultimi viaggi in Germania, il 12 agosto 1976, di passaggio dalla rinomata libreria di Fritz Werner, di cui anche Heidegger era cliente, Marcuse vergava nel quaderno degli ospiti le seguenti parole: «In ricordo dell'ammirevole dignità con cui Heidegger ha terminato i suoi giorni. Che anche a noi possa essere accordata la grazia di invecchiare con dignità, lucidità e serenità».

En uno de sus últimos viajes a Alemania,el 12 de agosto de 1976, pasando por la famosa librería de Fritz Werner, de la que también fue cliente Heidegger, Marcuse anotaba en el libro de visitas las siguientes palabras: «En memoria de la admirable dignidad con la que Heidegger terminó sus días. Que también a nosotros nos pueda ser concedida la gracia de envejecer con dignidad, lucidez y serenidad».

## La controversia
La controversia sobre el papel político de la filosofía de Heidegger fue lanzada en 1946 por Karl Löwith. El artículo posterior de Löwith sobre el "decisionismo", los de Nicolas Tertulian sobre las Contribuciones a la Filosofía, así como la publicación de los libros Heidegger y el Nazismo de Víctor Farías, Martín Heidegger en camino a su biografía del historiador Hugo Ott y Heidegger: La introducción del nazismo en la filosofía de Emmanuel Faye, han avivado la polémica.
Entre quienes han confrontado o atacado frontalmente a Heidegger por una mera cuestión ideológica se encuentran Jürgen Habermas, Theodor Adorno, Hans Jonas, Pierre Bourdieu, Maurice Blanchot, Emmanuel Levinas, Richard Rorty, Luc Ferry, Alain Renaut, Hassan Givsan, Jean-Pierre Faye, Richard Wolin y Henri Meschonnic.
Entre quienes en la actualidad han venido desarrollando la crítica de la obra de Heidegger y los vínculos filosóficos entre su pensamiento, el nazismo, el antisemitismo y el movimiento völkisch se encuentran, además de los ya citados Víctor Farías y Emmanuel Faye, al lingüista François Rastier, a los investigadores Sidonie Kellerer, Stéphane Domeracki, Johannes Fritsche y Gaëtan Pegny. En el ámbito hispanohablante se encuentran el filósofo Julio Quesada Martín y Nicolás González Varela.
Si bien para algunos no es posible abordar su obra sin reservas de carácter político, la mayoría de los filósofos, estudiosos e investigadores actuales prefieren tomar el trabajo de Heidegger en su sentido estrictamente filosófico[cita requerida], que también es controvertido, aunque de otra manera. Desde la filosofía analítica, su obra ha sido criticada con dureza, sobre todo por Rudolf Carnap. Otros representantes de la filosofía analítica, como Richard Rorty y Hubert L. Dreyfus han dado, posteriormente, una buena acogida a su pensamiento, sobre todo este último. Pero el pensamiento heideggeriano también ha suscitado adhesiones entusiastas: así, una serie de representantes de la filosofía francesa— Jean-Paul Sartre, Maurice Merleau-Ponty, Michel Foucault, Jacques Derrida, Paul Ricoeur, Jean Beaufret François Fédier y Jean-Luc Nancy. Entre los que han comprendido la filosofía de Heidegger —aunque polemicen con ella— están también Walter Biemel, Otto Pöggeler, Jan Patocka, José Ortega y Gasset, Xavier Zubiri, Julián Marías, Jean Grondin e innumerables otros— que admiraron la capacidad de precisión de su lenguaje, así como su aportación al discurso poshumanista.

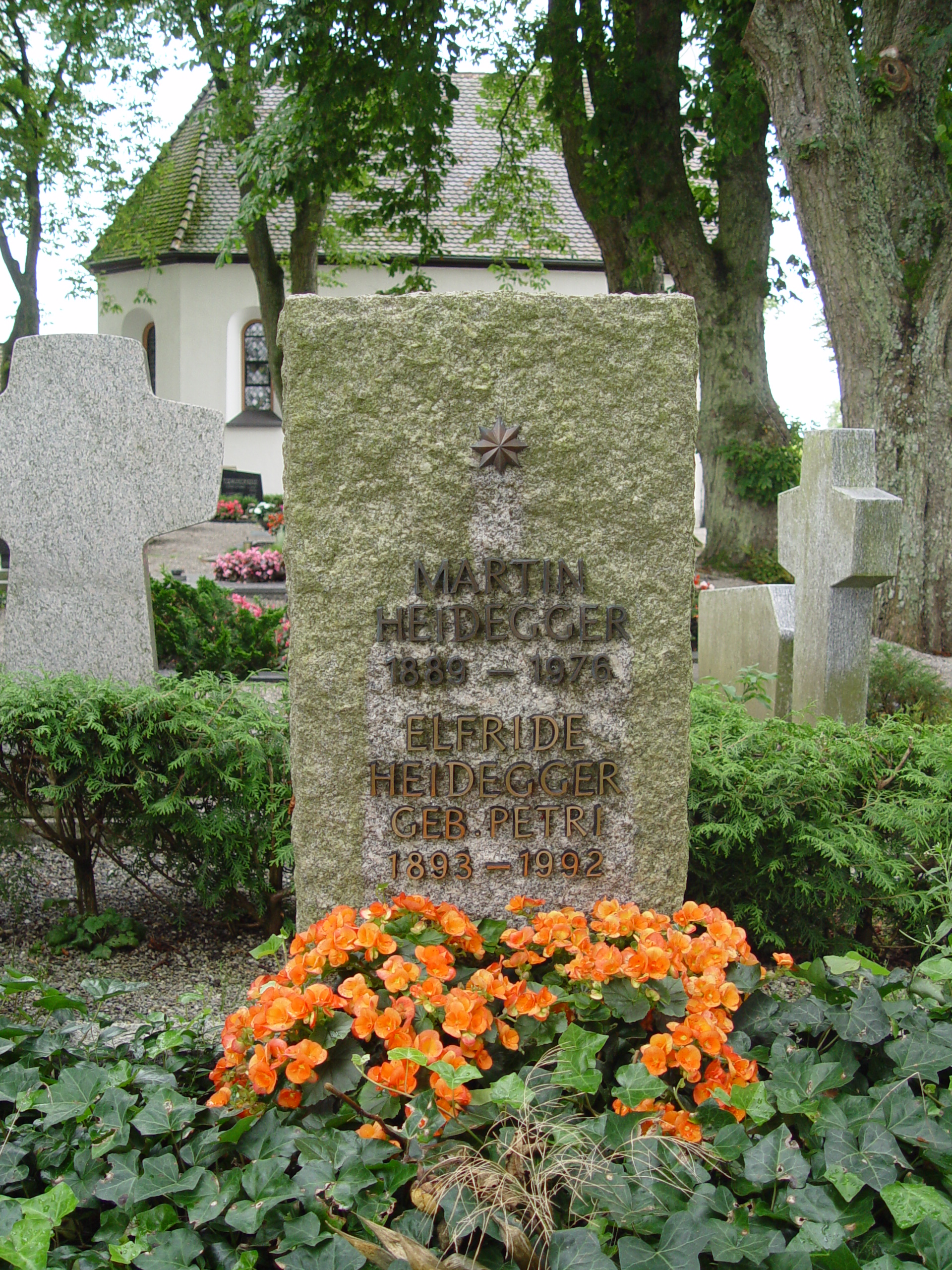
Pidió ser enterrado en el cementerio católico de Messkirch. En lápida brilla una estrella: “Ir hacia una estrella. Solo eso”, dijo una vez.

Según Heleno Saña, hay quienes "imitan a su maestro Heidegger y sus juegos malabares con las palabras, que sobre todo en el Heidegger tardío reemplazan una y otra vez a los conceptos rigurosos. De ahí que, con plena razón —desde el punto de vista de los detractores del gran pensador—, Pierre Bourdieu haya podido acusar al filósofo de la Selva Negra de "doble juego" y de valerse de una "alquimia filológico-filosófica" (L'ontologie politique de Martin Heidegger). Y concluye: "El producto final del discurso de Heidegger y de sus discípulos es un galimatías abstracto y desligado totalmente de los problemas, preocupaciones y retos de la vida real".
Víctor Farías —uno de los principales detractores del filósofo—, intenta poner de manifiesto la función vitalizadora que Heidegger tiene en las formas totalitarias y extremistas en la actualidad. El subtítulo de su libro más reciente, Heidegger y su herencia, es muy expresivo respecto del punto de vista y de las intenciones del autor de dicha obra: "Los neonazis, el neofascismo y el fundamentalismo islámico".

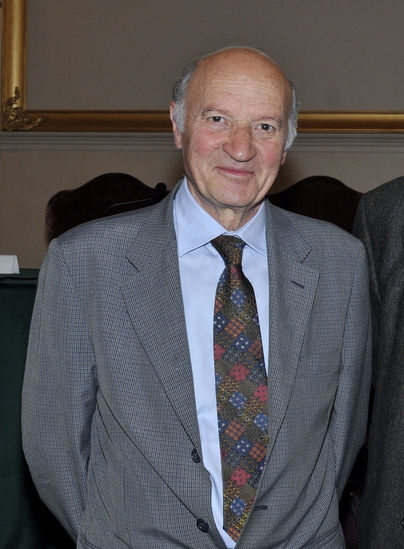
Domenico Losurdo.

Domenico Losurdo considera que los orígenes del nazismo de Heidegger se encuentran en la "ideología de la guerra" (Kriegideologie) defendida por la generación de intelectuales que vivieron la I Guerra Mundial, desde liberales como Marianne y Max Weber o Naumann, hasta los exponentes del movimiento revolucionario conservador, como Sombart y Jünger, desarrollada en un nominalismo filosófico, inspirado en Burke, que rechazó las categoría universales de "humano" y "humanidad", así como el deseo de paz como decadencia, según las teorías de Jaspers o Spengler; y finalmente convertido en base de los teóricos del régimen y del "destino" de Alemania, como Schmitt, Baeumler y el propio Heidegger.
Emmanuel Faye —otro de los mayores detractores del filósofo, junto con Víctor Farías y Julio Quesada, a los que se ha agregado últimamente Peter Trawny— considera que en su conjunto la obra de Heidegger continúa difundiendo a escala planetaria los fundamentos del nazismo. Para Faye hay continuidad en el pensamiento heideggeriano anterior a 1933, entre 1933 y 1945 y después de 1945. En 1935 en la Introducción a la metafísica Heidegger había elogiado la "verdad interna y la grandeza" del movimiento nazi, "como el encuentro de la técnica determinada planetariamente y del hombre moderno"; Faye relaciona la concepción heideggeriana de la tecnología con su apología del nazismo, tal y como Heidegger la expresa en una entrevista de 1966:

"veo la situación del hombre en el mundo de la técnica planetaria no como un destino inextricable e inevitable, sino que, precisamente, veo la tarea del pensar en cooperar, dentro de sus límites, a que el hombre logre una relación satisfactoria con la esencia de la técnica; el nacionalsocialismo iba sin duda en esa dirección, pero esa gente era demasiado inexperta en el pensamiento como para lograr una relación realmente explícita con lo que hoy acontece".

Desde 1949 Heidegger equiparó "en su esencia" los campos de exterminio y la bomba de hidrógeno con la agricultura convertida en industria motorizada, con lo cual, según Faye, trató de negar el genocidio e invisibilizar sus responsables. Faye recuerda que en el curso de invierno 1933-1934 titulado De la esencia de la verdad, Heidegger presentó a sus estudiantes los objetivos de “explotar las posibilidades fundamentales de la estirpe original germánica y conducirla al poder" y "enfrentar al enemigo" externo o interno, para lo cual la exigencia radical es encontrar el enemigo y enfrentarlo hasta exterminarlo totalmente (völligen Vernichtung), "para que la existencia no sea entorpecida".
Faye documenta la ruta de lo que según él es una codificación del nazismo en términos filosóficos. Parte de las conferencias de 1925 "El actual combate por una visión del mundo histórica", en las cuales Heidegger afirmó que para interrogarse sobre "el carácter del ser" es necesario un "suelo" (Boden) y que se requiere apropiarse de un pasado, allí donde sea posible "encontrar las raíces auténticas de nuestra existencia". Continúa con Ser y Tiempo donde rechazó cualquier esclarecimiento de la existencia apoyado en culturas extranjeras, pues conduce a la pérdida del "suelo" y consideró que la existencia auténtica solo se realiza como "destino común" de un pueblo. En el curso del invierno de 1934-1935 sobre la Germania de Hölderlin, Heidegger exclamó subrayando el texto editado: "La Patria es ‘el ser’ mismo" (Das Vaterland ist ‘das Seyn’ selbst). En la entrevista de 1966 declaró:

Sé, por la experiencia e historia humanas, que todo lo esencial y grande sólo ha podido surgir cuando el hombre tenía una patria y estaba arraigado en una tradición.

Faye anota que el cambio de Heidegger después de 1946 radicó en que la historicidad que en 1933-1934 identificaba con el presente, con lo "actual", pasa a relacionarse con el pensar el futuro a partir de los rasgos decisivos de la época actual, en diálogo con el "destino del mundo"; Hölderlin, a quien buscó convertir en "potencia agitadora del pueblo alemán", pasó a ser para Heidegger el poeta que enseña el futuro, el “pensamiento venidero” (die künftige Denken) que asume la tarea de pensar la pérdida de la tierra natal y de la patria.

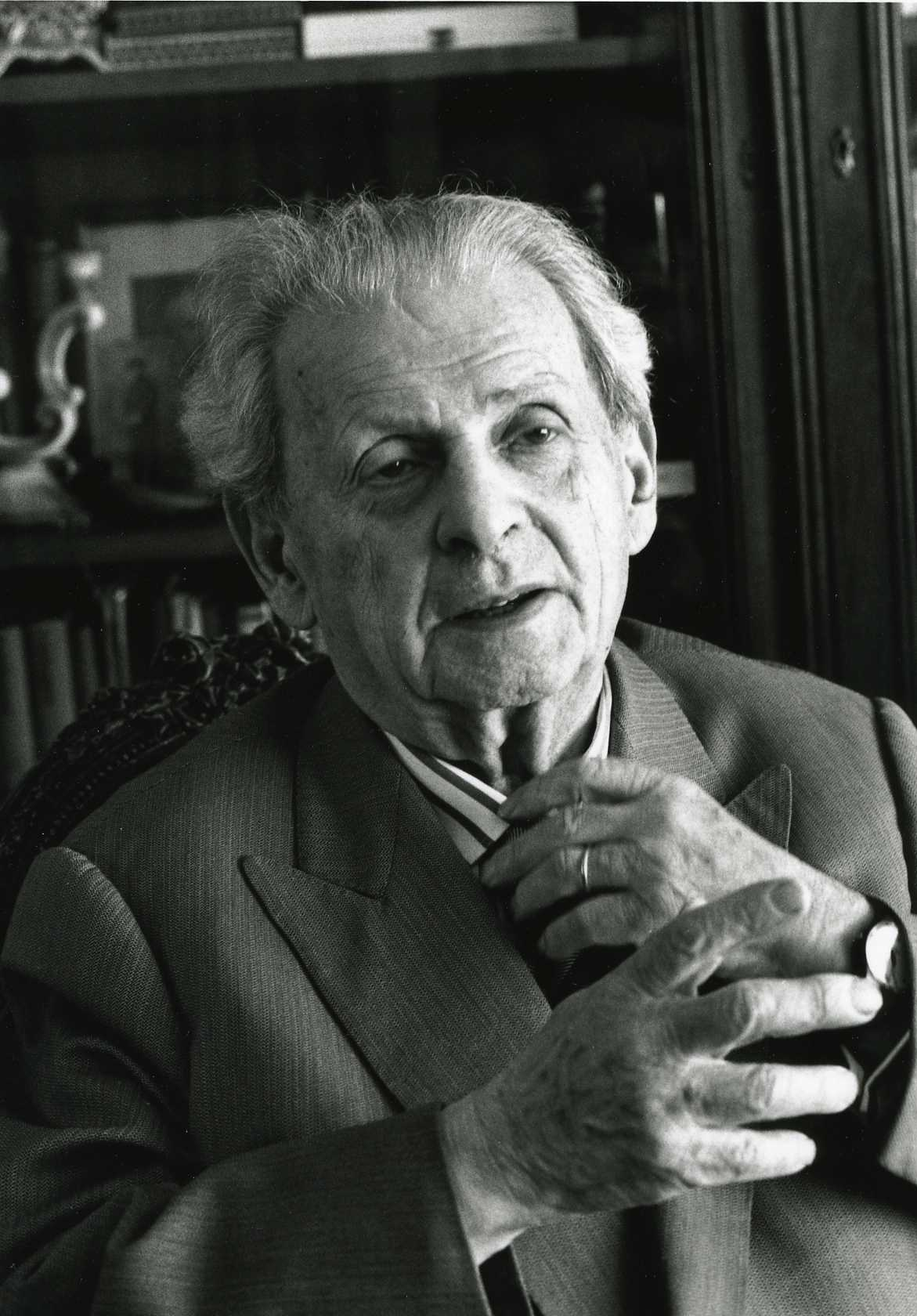
El filósofo Emmanuel Lévinas.

Para Emmanuel Lévinas, la ontología heideggeriana abre la posibilidad del "Mal elemental", que se inscribe en la ontología del ser preocupado solo por el ser, "para el cual en su ser está en juego ese mismo ser", sin conseguir abrirse paso hacia la alteridad. La ontología heideggeriana, según Lévinas, permanece interna al ser, dominada por su "inter-es", pues abre el yo al mundo, pero cierra la existencia y el ser al "Otro", a la trascendencia, que es una real exterioridad pues no está al servicio del ser, sino que es responsabilidad ética y amor. De manera que Heidegger así no percibió que la posibilidad esencial del "Mal elemental" puede acceder por la lógica, posibilidad "para la cual la filosofía occidental no estaba suficientemente precavida".
En 2014 se inició la publicación de los Cuadernos negros (Schwarze Hefte), treinta y cuatro cuadernillos con cubiertas enceradas de color negro en los que el filósofo redactó una serie de apuntes entre 1931 y 1976, permitiendo así arrojar nueva luz sobre su nivel de compromiso personal con el nacionalsocialismo y revaluar la dimensión política de su pensamiento. El año 2016 se publicó la correspondencia entre Martin y su hermano Fritz Heidegger bajo el título de Martin Heidegger und der Antisemitismus en donde se confirma que su adhesión al nazismo es tan temprana como desde 1931, así en la carta fechada el 18 de diciembre de 1931 Martin Heidegger escribe: 

Espero que vayan a leer el libro de Hitler; los primeros pocos capítulos autobiográficos son débiles. Este hombre tiene un instinto político seguro y remarcable, y lo tuvo incluso cuando el resto de nosotros estábamos aún en la niebla, no hay manera de negarlo. El movimiento Nacional Socialista pronto ganará una fuerza completamente diferente. No se trata de la mera política partidista —se trata de la redención o caída de Europa y la civilización occidental. Cualquiera que no lo entienda merece ser aplastado por el caos.